# NGC 2513
NGC 2513 é uma galáxia elíptica (E) localizada na direcção da constelação de Cancer. Possui uma declinação de +09° 24' 50" e uma ascensão recta de 8 horas, 02 minutos e 24,7 segundos.
A galáxia NGC 2513 foi descoberta em 3 de Março de 1786 por William Herschel.